# Pale Horse, Pale Rider
Pale horse, pale rider ist ein Novellenband der amerikanischen Schriftstellerin Katherine Anne Porter (1890–1980), der 1939 erschien.
Der Band besteht aus den drei Kurzromanen oder Novellen Old Mortality, Noon Wine und Pale horse, pale rider. Sie sind nicht nur vom Umfang her länger als ihre übrigen Erzählungen, sondern bilden auch künstlerisch den Höhepunkt des literarischen Schaffens der Autorin.

## Inhalt
Old Mortality (dt. Vergänglichkeit oder Die Leiden unsrer Sterblichkeit). Die Geschichte umfasst den Zeitraum zwischen 1885 und 1912 und schildert die Wirkung, die Erzählungen über eine früh verstorbene Verwandte, Tante Amy, bei den Geschwistern Miranda und Maria auslöst. Im ersten Teil, in dem die Schwestern noch Kinder sind, erfahren sie aufgrund von Erzählungen ihrer diversen Verwandten von ihrer Tante. Tante Amy wird zur Heldin romantischer Phantasien, die sich den Konventionen ihrer Zeit entgegengestellt hat und einen frühen mysteriösen Tod erlitt. Im zweiten Teil sind die Kinder 14 und 10 Jahre alt und befinden sich in einem Kloster in New Orleans. Ihr Vater kommt sie besuchen und nimmt sie zum Pferderennen mit. Dort treffen sie zufällig auf Onkel Gabriel, der in Tante Amy unsterblich verliebt war und den sie schließlich auch geheiratet hatte. Doch entgegen ihren bisherigen Vorstellungen bietet Gabriel ein ernüchterndes Bild eines dicken, unglücklichen Mannes, der mit einem romantischen Helden nichts gemein hat. Sie besuchen seine zweite Frau, die den Verwandten feindselig und unnahbar begegnet. Gabriel träumt immer noch von Amy, während er mit seiner Frau ein kärgliches Leben durch Pferderennen führt und trinkt. Im dritten Teil der Geschichte ist Miranda bereits eine junge achtzehnjährige Frau. Sie ist mit der Eisenbahn zum Begräbnis von Onkel Gabriel unterwegs, der zu Hause neben Amy begraben werden soll. Im Zug trifft sie Tante Eva, aufgrund ihres Aussehens eine alte Jungfer, die Lehrerin geworden ist und für das Frauenstimmrecht kämpft. Von ihr hört Miranda, dass Amy ein egozentrisches, oberflächliches und verwöhntes Mädchen gewesen ist. Am Ende beschließt Amy, von den alten Geschichten nichts mehr hören zu wollen. "Ich kann wenigstens über die Dinge die Wahrheit wissen, die ich erlebe", versicherte sie sich stumm, und legte sich selbst ein Gelöbnis ab – in ihrer Hoffnungsfreudigkeit – in ihrer Torheit.
Noon Wine (dt. Das dunkle Lied). Auf einer kleinen Farm in Texas um 1900 taucht ein Mann auf, der Arbeit sucht. Mr. Thompson stellt den Mann ein und es zeigt sich bald, dass dieser gut zu arbeiten versteht und die Farm im Lauf der Zeit zu einigem Wohlstand bringt. Mr. Helton, ein Schwede, der nichts spricht und nichts von sich erzählt, wird unentbehrlich für das Besitzerpaar, das es in einer gewissen Schwäche und durch die Kränklichkeit der Frau bisher nicht weit gebracht hatte. Nach neun Jahren kommt jedoch plötzlich ein unsympathischer Mann zu Thompson auf die Farm und nach einigem Hin- und Hergerede stellt sich heraus, dass er ein Kopfgeldjäger ist, der Mr. Helton auf die Spur gekommen war. Dieser hat angeblich seinen Bruder ermordet, war in einem Irrenhaus, und ist von dort ausgebrochen. In Thompson wehrt sich alles gegen diese Eröffnungen, er kennt Helton nur als arbeitsamen, untadeligen Menschen, der niemand etwas zu Leide tut. Der Kopfgeldjäger hingegen bedroht nun nicht nur das Leben Heltons, sondern auch sein eigenes, da dieser ja unentbehrlich für ihn geworden war. Im Affekt erschlägt Thompson den Mann, als er glaubt, dieser wolle Helton mit dem Messer angreifen. Zwar wird er vom Gericht freigesprochen, doch er selbst und auch seine Frau hält ihn für schuldig. Hätte er den Konflikt nicht anders lösen können, ohne gleich einen Mann umzubringen? Rastlos fährt Thompson mit seiner Frau zu allen Nachbarn und erklärt dort ungefragt seine Geschichte, er will sich rechtfertigen. Als er einsieht, dass dies vergeblich ist, begeht er schließlich Selbstmord.
Pale horse, pale rider (dt. Fahles Pferd und fahler Reiter). In dieser Erzählung ist Miranda 1918, am Ende des Ersten Weltkriegs, von der grassierenden Grippeepidemie erfasst worden und liegt schwer krank im Krankenhaus. In ihren kunstvoll geschilderten und miteinander verflochtenen Fieberphantasien vermengen sich Ereignisse aus ihrer Kindheit mit denen ihres Berufslebens als Journalistin und der Liebe zu Adam, einem jungen Soldaten, der auf den Einberufungsbefehl nach Europa wartet. Als sie wieder zum Leben erwacht, erfährt sie, dass sich Adam bei ihr angesteckt hat und gestorben ist. Sie erkennt, dass sie dem Leben nicht entfliehen kann und beginnt langsam, sich wieder mit den Dingen des Alltags zu befassen.

## Ausgaben
- Pale horse, pale rider. Three short novels. New York: Harcourt, Brace and Company, 1939
- Pale horse, pale rider. New York: Harcourt, Brace & World, 1964
- Collected stories. New York: Harcourt, Brace & World, 1965
- Pale horse, pale rider. San Diego: Harcourt Brace Jovanovich, 1985
- Pale horse, pale rider. San Diego: Harcourt Brace Jovanovich, 1990

## Übersetzungen
- Das dunkle Lied. München: Desch, 1950 (Übersetzung: Maria von Schweinitz)
- Die Leiden unsrer Sterblichkeit; in: Amerikanische Erzähler von F. Scott Fitzgerald bis William Goyen. Zürich: Manesse, 1957 (Übersetzung: Elisabeth Schnack)
- Fahles Pferd und fahler Reiter. 3 Novellen. Zürich: Diogenes, 1963 (Übersetzung: Maria von Schweinitz)
- Fahles Pferd und fahler Reiter. Erzählungen. Taschenbuchausgabe. Frankfurt am Main: Fischer, 1968 (Übersetzung: Maria von Schweinitz)
- Die Leiden unsrer Sterblichkeit. Erzählungen. Leipzig: Reclam, 1977 (Übersetzung: Maria von Schweinitz)
- Fahles Pferd, fahler Reiter. Erzählungen. Stuttgart: Klett-Cotta, 1986 (Übersetzung: Helga Huisgen)
- Die Leiden unsrer Sterblichkeit. Erzählung. München: Deutscher Taschenbuch Verlag, 1988 (Übersetzung: Helga Huisgen)

## Verfilmungen
- Pale Horse, Pale Rider, USA 1956 (TV). Regie: John Frankenheimer. Einstündige Episode aus der Reihe Climax! mit Dorothy McGuire als Miranda
- Pale Horse, Pale Rider, Großbritannien, Kanada 1964 (TV). Koproduktion von BBC und Canadian Broadcasting Corporation mit Joan Hackett als Miranda. Regie: Eric Till
- Noon Wine, USA 1966 (TV). Regie: Sam Peckinpah. Darsteller: Jason Robards, Olivia de Havilland, Theodore Bikel
- Pale Horse, Pale Rider, USA 1980. Kurzfilm mit Charlene Tilton als Miranda
- In der Mittagsglut, USA 1985 (TV). Fernsehfilm in der Reihe American Playhouse mit Fred Ward, Stellan Skarsgård, Pat Hingle, Jon Cryer